# Ситуационное лидерство
Ситуационное лидерство (ситуационное руководство) — это стиль управления людьми, предполагающий использование одного из четырех стилей управления в зависимости от ситуации и уровня развития сотрудников по отношению к задаче.
Теория ситуационного лидерства была разработана двумя учёными Полом Херси (Paul Hersey) и Кеном Бланшаром (Ken Blanchard). В 1960-х годах теория впервые была описана ими в книге «Management of Organizational Behavior» (1960 год)
Согласно данной модели существуют 4 стиля лидерства и 4 степени развития подчиненного.

## Стили лидерства
Рассмотрены следующие стили ситуационного лидерства:
- С 1 — Директивный стиль, или Лидерство путём приказа — высокая ориентация на задачу и низкая — на людей.

Лидер дает конкретные указания и следит за выполнением заданий. Основной способ лидерства — жесткая постановка целей и приказы.
- С 2 — Наставнический стиль, или Лидерство путём продажи идей — совмещение высокой ориентированности на задачу и на людей.

Руководитель продолжает давать указания и следить за выполнением заданий, но при этом объясняет принятые решения подчинённому, предлагает высказывать свои идеи и предложения.
- С 3 — Поддерживающий стиль, или Лидерство путём участия в организации процесса работы — высокая ориентация на людей и низкая — на задачу.

Лидер поддерживает и помогает своим подчиненным в их работе. Лидер участвует в процессе принятия решений, но решения принимаются в большей степени подчиненными.
- С 4 — Делегирующий стиль, или Лидерство путём делегирования — низкая ориентация и на людей, и на задачу.

Лидер передает полномочия, права и ответственность другим членам команды.

## Уровни (типы) сотрудников
Рассмотрены следующие уровни (типы) сотрудников или степени их развития:
- Р 1 — «Не способен, но настроен».

Сотрудник, находящийся на этом уровне, высоко мотивирован, демонстрирует много энтузиазма, но владеет только базовыми знаниями и навыками. Например, выпускник вуза. Образно говоря, это «новичок-энтузиаст».
- Р 2 — «Не способен и не настроен».

У сотрудника, находящегося на этом уровне, обычно уже есть определенные знания и навыки, однако такой сотрудник по какой-то причине демотивирован. Частая ситуация, что это произошло из-за того, что его ожидания от работы не нашли оправдания или его потребности не встретили отклика со стороны лидера.
- Р 3 — «Способен, но не настроен».

Сотрудник на этом уровне имеет знания и хорошо развитые навыки для выполнения задачи, однако его уверенность в себе и своих силах неустойчива, что может влиять на мотивацию.
- Р 4 — «Способен и настроен».

Сотрудник на этом уровне демонстрирует мастерское владение навыками, необходимыми для выполнения данного задания. Помимо этого он мотивирован и уверен в себе.
Согласно модели ситуационного лидерства (ситуационного руководства) лидер использует один из четырех стилей в зависимости от ситуации и уровня развития сотрудников по отношению к задаче.
Каждому типу развития сотрудника соответствует свой стиль управления:
- Сотрудник уровня Р 1 («неспособен, и не настроен») нуждается в четкой постановке задачи, обучении и разъяснении,  инструкциях и контроле со стороны руководителя — лидер использует директивный стиль (С 1).
- Сотрудник уровня Р 2 («неспособен, но настроен») нуждается и в директивах руководителя, и в его поддержке, управление с помощью приказов и указаний, жёсткий и пошаговый контроль — используется наставнический стиль (С 2)
- Сотрудник уровня Р 3 (или «способен, но не настроен») имеет достаточно глубокие знания и хорошо развитые навыки для выполнения задачи, однако имеет низкую мотивацию — лидер мотивирует его, используя поддерживающий стиль (С 3).
- Сотрудник уровня Р 4 («способен и настроен») мотивирован и опытен, а потому не требует особого внимания со стороны руководителя — в данном случае эффективен делегирующий стиль (С 4).

Модель ситуационного лидерства имеет ярко выраженную практическую направленность, а потому популярна среди менеджеров.